# George Owu
George Owu (Accra, 1982. július 7. –) ghánai válogatott labdarúgó, aki jelenleg a Sekondi Hasaacas játékosa.

## Sikerei, díjai
- Ghána U20 
  - U20-as labdarúgó-világbajnokság döntős: 2001